# Сигнатура (програмування)
У програмуванні сигнатура задає опис структурних одиниць коду, таких як підпрограми, функції чи методи через визначення їхніх вхідних і вихідних параметрів.
Зокрема сигнатура методу в ООП задається назвою методу, кількісттю, порядком і типами його параметрів. При цьому тип результату не є частиною сигнатури методу.

#### Приклад на C#
Оголошення методу:
```
 
int
 
MyMeth
(
int
 
input1
,
 
string
 
strInput
,
 
object
 
myObj
)

```

Сигнатурою буде:
```
MyMeth(int, string, object)
```